# Haroldius leleupi
Haroldius leleupi là một loài bọ cánh cứng trong họ Bọ hung (Scarabaeidae).